# Golbol en los Juegos Paralímpicos de París 2024
El Golbol en los Juegos Paralímpicos de París 2024 se llevó a cabo del 29 de agosto al 5 de septiembre en el South Paris Arena de París, Francia.

## Clasificación
El torneo cambió su formato para esta edición porque pasó a ser de 10 participantes a solo 8 en ambas categorías, por lo que la cantidad de partidos bajó de 40 a 24.

### Masculino
| Clasificatorio                    | Fecha                        | Sede       | Plazas | Clasificado                                |
| --------------------------------- | ---------------------------- | ---------- | ------ | ------------------------------------------ |
| Anfitrión                         |                              |            | 1      | Francia (FRA)                              |
| Goalball World Championships 2022 | 5 – 17 de diciembre de 2022  | Matosinhos | 2      | Brasil (BRA) República Popular China (CHN) |
| IBSA World Games                  | 18–27 de agosto de 2023      | Birmingham | 1      | Japón (JPN)                                |
| IBSA Asia-Pacific Championships   | 10–19 de noviembre de 2023   | Hangzhou   | 1      | Irán (IRI)                                 |
| Juegos Parapanamericanos de 2023  | 17 – 23 de noviembre de 2023 | Santiago   | 1      | Estados Unidos (USA)                       |
| IBSA European Championships       | 6–17 de diciembre de 2023    | Podgorica  | 1      | Ucrania (UKR)                              |
| IBSA Africa Championships         | 8–15 de diciembre de 2023    | Cairo      | 1      | Egipto (EGY)                               |
| Total                             |                              |            | 8      |                                            |

### Femenino
| Clasificatorio                    | Fecha                        | Sede       | Plazas | Clasificado                                |
| --------------------------------- | ---------------------------- | ---------- | ------ | ------------------------------------------ |
| Anfitrión                         |                              |            | 1      | Francia (FRA)                              |
| Goalball World Championships 2022 | 5 – 17 de diciembre de 2022  | Matosinhos | 2      | Corea del Sur (KOR) Turquía (TUR)          |
| IBSA World Games                  | 18–27 de agosto de 2023      | Birmingham | 2      | República Popular China (CHN) Brasil (BRA) |
| IBSA Asia-Pacific Championships   | 10–19 de noviembre de 2023   | Hangzhou   | 1      | Japón (JPN)                                |
| Juegos Parapanamericanos de 2023  | 17 – 23 de noviembre de 2023 | Santiago   | 1      | Canadá (CAN)                               |
| IBSA European Championships       | 6–17 de diciembre de 2023    | Podgorica  | 1      | Israel (ISR)                               |
| Total                             |                              |            | 8      |                                            |

## Resultados
| Evento    | Oro                                                                                                 | Plata | Bronce |
| --------- | --------------------------------------------------------------------------------------------------- | --- | --- |
| Masculino | Japón Yuto Sano Haruki Torii Yuji Taguchi Naoki Hagiwara Kazuya Kaneko Koji Miyajiki                | Ucrania · Vasyl Oliinyk · Anton Strelchyk · Fedir Sydorenko · Yevheniy Tsyhanenko · Rodion Zhyalin · Oleksandr Toporkov | Brasil · André Dantas · Emerson Ernesto · Romário Marques · Leomon Moreno · Paulo Saturnino · Josemárcio Sousa |
| Femenino  | Turquía Fatma Gül Güler Reyhan Yılmaz Sevda Altunoluk Şeydanur Kaplan Sevtap Altunoluk Berfin Altan | Israel Elham Mahamid Ruzin Noa Malka Gal Hamrani Ori Mizrahi Roni Ohayon Lihi Ben-David                                 | China Zhang Xiling Cao Zhenhua Xu Miao Wang Chunyan Ke Peiying Wang Chunhua                                    |

## Medallero
| Núm. | País                          | Oro | Plata | Bronce | Total |
| ---- | ----------------------------- | --- | ----- | ------ | ----- |
| 1    | Japón (JPN)                   | 1   | 0     | 0      | 1     |
| 1    | Turquía (TUR)                 | 1   | 0     | 0      | 1     |
| 3    | Ucrania (UKR)                 | 0   | 1     | 0      | 1     |
| 3    | Israel (ISR)                  | 0   | 1     | 0      | 1     |
| 5    | Brasil (BRA)                  | 0   | 0     | 1      | 1     |
| 5    | República Popular China (CHN) | 0   | 0     | 1      | 1     |